# Francesco Paolo Michetti

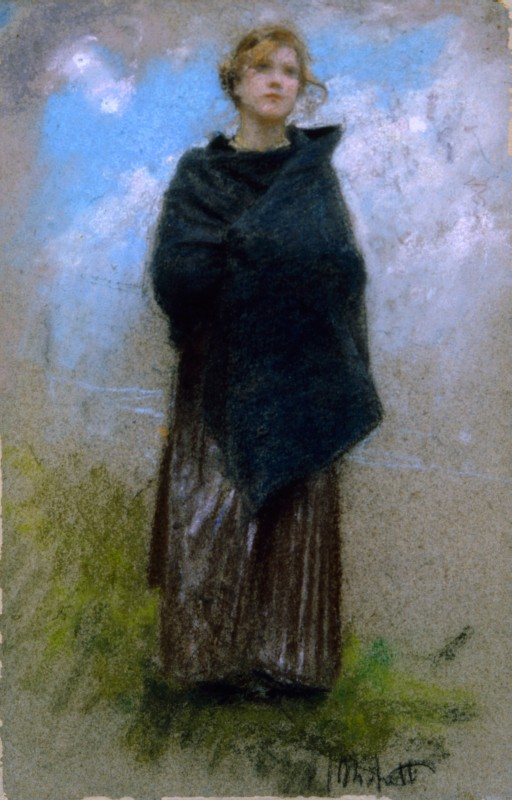
Studio per figura femminile o Pastorella, 1900 ca. (Fondazione Cariplo)

Francesco Paolo Michetti (Tocco da Casauria, 2 ottobre 1851 – Francavilla al Mare, 5 marzo 1929) è stato un pittore, fotografo e politico italiano.

## Biografia

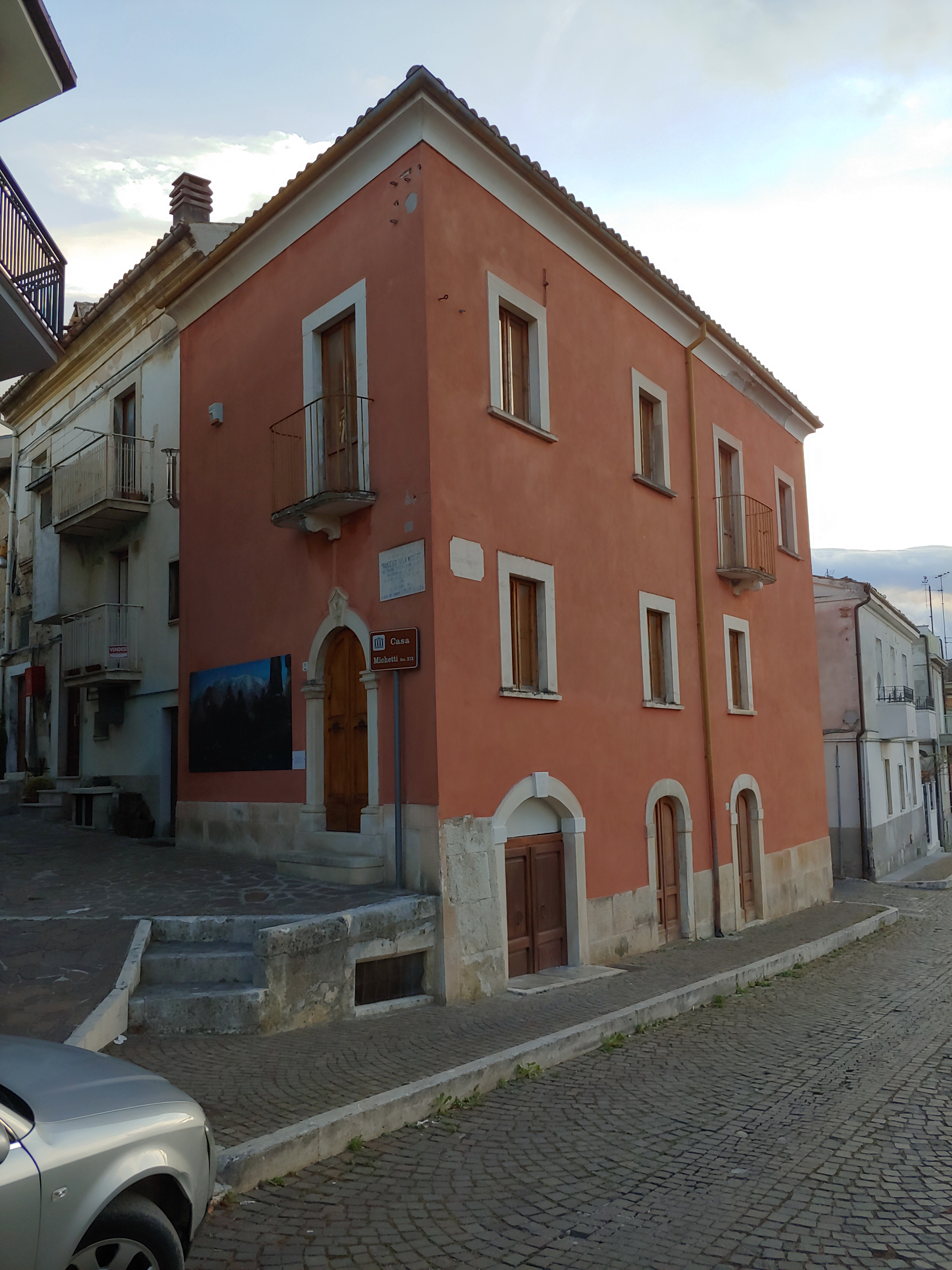
Casa natale di Michetti a Tocco da Casauria

Abruzzese, nacque a Tocco da Casauria (attualmente Provincia di Pescara, all'epoca Provincia di Chieti), da Crispino, maestro di musica, e da Aurelia Terzini, il 2 ottobre 1851.
Si diplomò presso l'Accademia di Belle Arti di Napoli, dove fu allievo, con Edoardo Dalbono, del maestro Domenico Morelli, di cui inizialmente imitò il naturalismo e il realismo visionario: giovane promettente, la sua opera fu subito notata anche da Filippo Palizzi, suo conterraneo, che in quegli anni viveva a Napoli. Michetti ebbe tre figli, tra questi Giorgio diventerà un Asso dell'aviazione italiana durante la Prima Guerra Mondiale.
L'Abruzzo rurale, con la sua natura ancora incontaminata, fu sempre la sua fonte di ispirazione principale. Già nel 1872 e poi nel 1875 espose le sue opere al Salon di Parigi, ma venne acclamato, raggiungendo la definitiva fama internazionale, nel 1877, quando espose a Napoli l'eclatante tela del Corpus Domini (acquistata dall'imperatore Guglielmo II di Germania). Tale dipinto, tra i capolavori più celebri di tutto il panorama ottocentesco italiano, lasciava trasparire le influenze stilistiche dell'artista spagnolo Mariano Fortuny y Carbó, la cui opera era conosciuta da Michetti. Nel 1888, riferendosi alla geniale e rivoluzionaria opera del Michetti, Gabriele D'Annunzio scrisse: «E il Corpus Domini era per tutti noi, cercatori irrequieti di un'arte nuova, il Verbo dipinto; era, nella nostra chiesa, l'immagine delle immagini»

Trilussa in compagnia dello scultore Nicola D'Antino e del pittore Francesco Paolo Michetti a Francavilla

La sua fama si consolidò con le opere successive: il Voto (1883, Roma, Galleria Nazionale d'Arte Moderna), ispirata alla festa di san Pantaleone a Miglianico, Lungo il fiume paterno o Il dileggio (1888, Chieti, Museo Palazzo de' Mayo) e La figlia di Iorio (1895, Pescara, Biblioteca Provinciale versione definitiva, a tempera. La versione precedente, a olio, è al Palazzo de' Mayo a Chieti), il cui tema ispirò anche la più notevole delle tragedie di Gabriele D'Annunzio il quale gli dedicò anche il libro "Il Piacere". Nel 1898 partecipò alla Esposizione generale italiana.
Come molti pittori dell'epoca, fin dal 1871 Michetti si era anche interessato alla fotografia, inizialmente solo come procedimento per lo studio dal vero dei soggetti dei suoi quadri, poi anche come nuovo ed autonomo mezzo espressivo, valendosi anche di interventi grafici diretti sulle stesse matrici fotografiche.
Il Michetti fu anche l'ispiratore e l'iniziatore di un cenacolo artistico di rilevanza nazionale che da lui prese nome e che, a partire dagli anni ottanta dell'Ottocento, iniziò a riunirsi nel convento di Santa Maria del Gesù di Francavilla al Mare, che il pittore aveva acquistato e che oggi è noto come Convento Michetti. Fra i letterati, artisti ed uomini di cultura più rappresentativi che lo frequentarono vi furono Gabriele D'Annunzio, Francesco Paolo Tosti, Basilio Cascella, Costantino Barbella, Edoardo Scarfoglio, Matilde Serao, Antonio De Nino, Francesco Saverio Altamura al quale fece uno splendido ritratto a china, definendolo suo maestro, e, più tardi, Nicola D'Antino. Con Gabriele D'Annunzio in particolare il Michetti stabilì un sodalizio artistico e umano che si protrasse fino al 1904. Nel suo testamento spirituale il Vate, ricordando l'amico scomparso da alcuni anni, lo definì «...mei dimidium animi...» e ancora «...il mio fratello...»

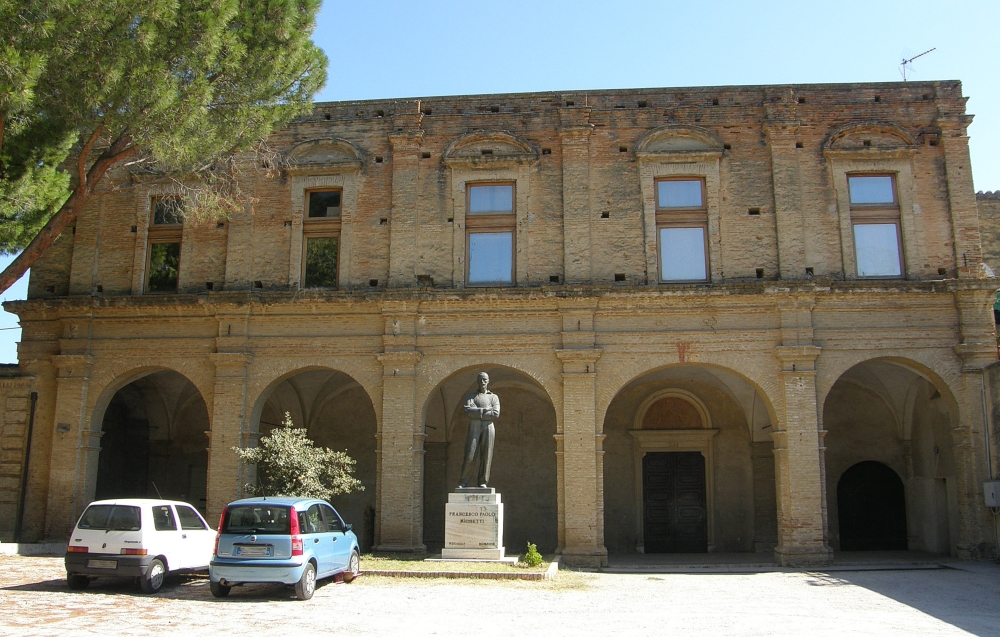
Il Conventino di Francavilla, sede del cenacolo michettiano

Nel 1903 fu indicato dalla Regina Elena del Montenegro come idoneo alla produzione di alcuni bozzetti per illustrare le vignette di una serie di francobolli. Da tali bozzetti venne poi ricavato un francobollo emesso il 20 marzo 1906 che raffigurava l'effigie di Vittorio Emanuele III rivolta a destra. Per tale motivo il francobollo venne soprannominato Michetti a destra.
La celebrità internazionale del pittore fu tale che Vittorio Emanuele III, il 4 aprile 1909, decise di nominarlo Senatore del Regno. Morì nel marzo 1929 nel suo convento di Francavilla, dinanzi al quale, nel 1938, fu eretta una statua in bronzo che lo raffigura a figura intera, opera dell'amico Nicola D'Antino.

## Tecnica e stile

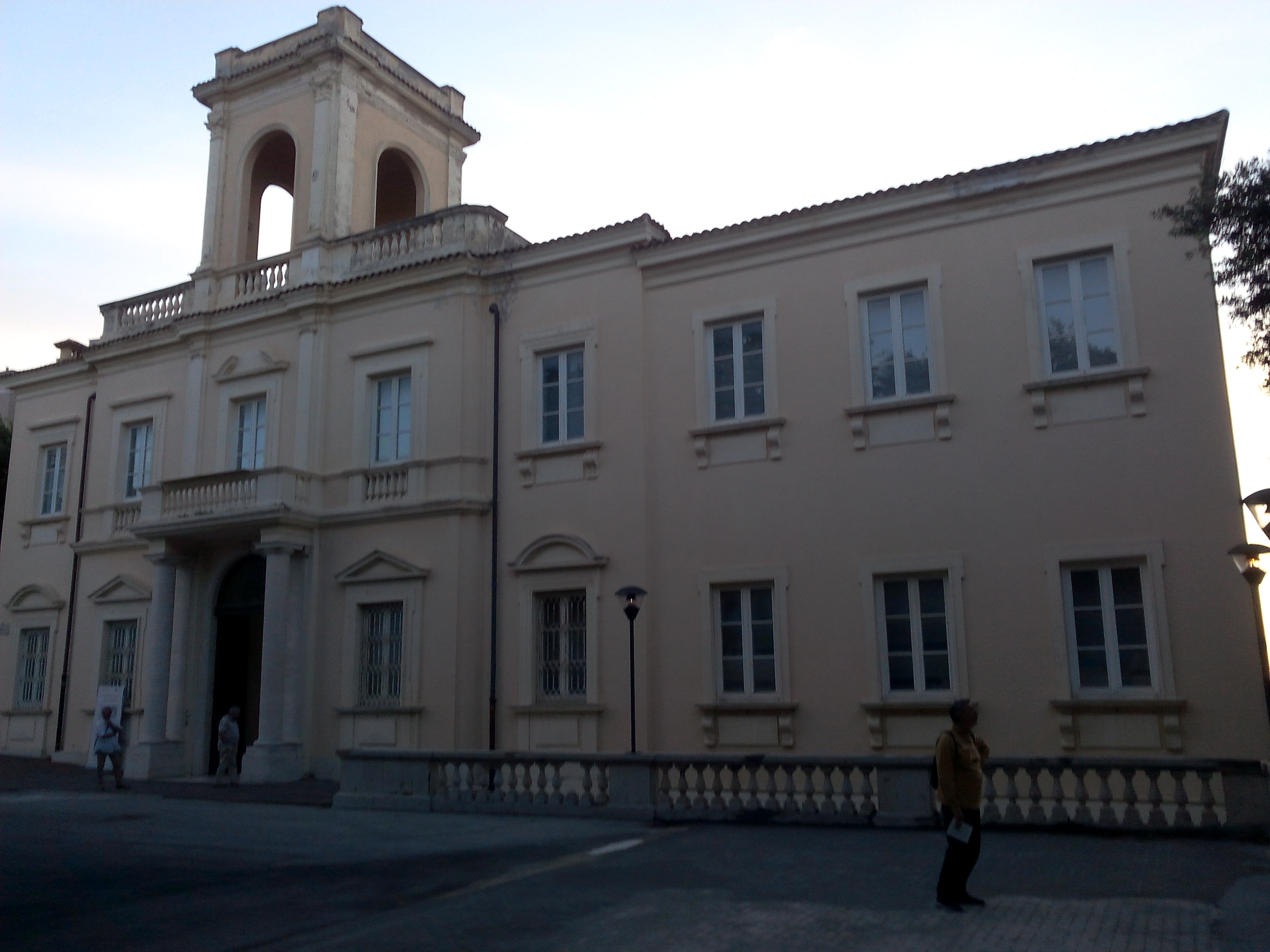
Il Museo Michetti a Francavilla, allestito nel Palazzo San Domenico (il Municipio storico) nel 1997

Nel 1885 Michetti acquistò il convento di Sant'Antonio e Santa Maria del Gesù, nella periferia est di Francavilla al Mare, il cosiddetto "Conventino", che sceglie come studio e dimora per abitare, con la moglie Annunziata Cermignani. Nel convento si formò il "cenacolo michettiano" un'esperienza unica di artisti nella cultura abruzzese, in cui il pittore, l'amico poeta Gabriele D'Annunzio, lo scultore Costantino Barbella, il giornalista Edoardo Scarfoglio e il musicista Francesco Paolo Tosti lavorarono in un'intima comunione, che aveva come tema comune quello della natura e del popolo d'Abruzzo. Frequentatori del convento furono anche la giornalista Matilde Serao, Basilio Cascella, Benedetto Croce, Antonio De Nino, Carmine Errico e Alfonso Muzii, l'atmosfera idilliaca favorì la creazione di molte opere d'arte, e lo stesso d'Annunzio si recò più volte nel convento per comporre in silenzio e tranquillità le opere maggiori quali Il piacere (1889) e Trionfo della morte (1894).
Nella terra primitiva d'Abruzzo Michetti trasse ispirazione per i suoi dipinti, collaborando con l'amico d'Annunzio, il quale nella prosa e nella poesia descriveva lo stesso soggetto, come in Canto novo (1881), Terra vergine (1882) e San Pantaleone (1886). Anche lo scultore Barbella nel 1884 e lo studioso archeologo De Nino si specializzarono nell'analizzare introspettivamente le cause e le origini di molte tradizioni folkloristiche abruzzesi, di cui certamente si ricordano la processione dei Serpari a Cocullo, la festa di San Pantaleone a Miglianico, le processioni dei Talami di Orsogna, e quelle sacre di Chieti e Rapino, nonché il pellegrinaggio della Madonna dei Miracoli a Casalbordino, descritto più volte anche dallo stesso d'Annunzio, e riportato nel film del 1939 Torna caro ideal, in parte girato proprio nel convento di Francavilla, e nella costa ortonese-francavillese.

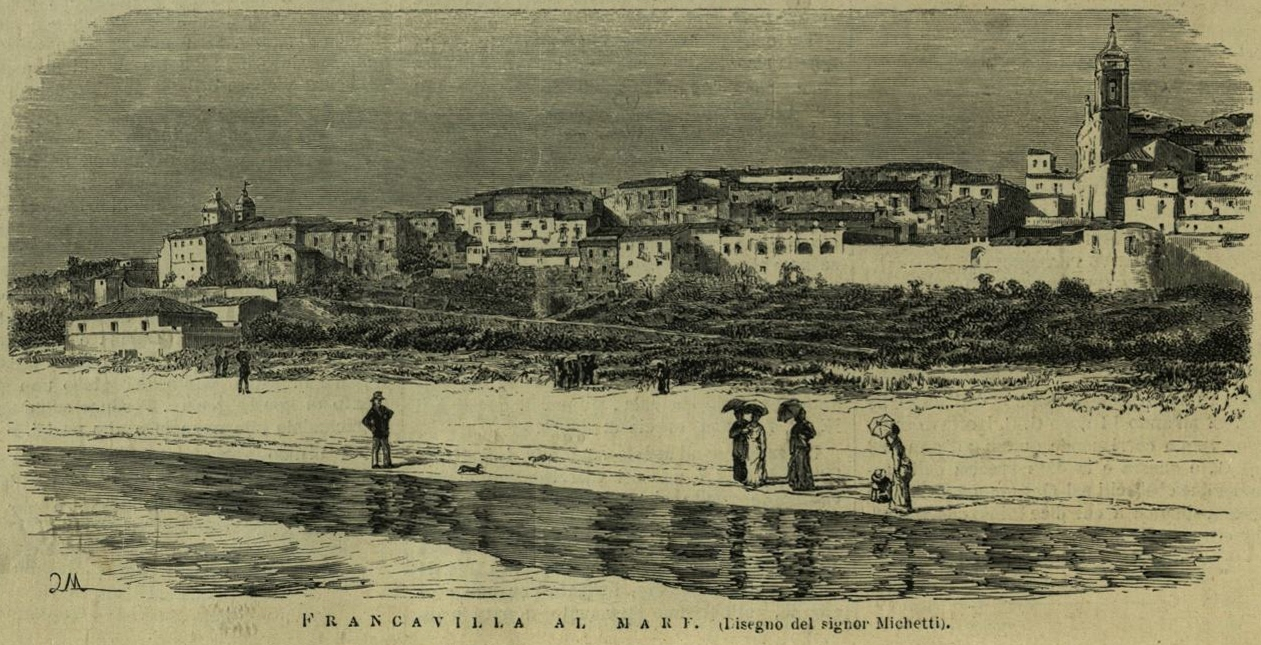
Veduta di Francavilla nel 1877, disegno di Michetti per L'illustrazione italiana

L'attenzione per l'ancestrale, il primitivo quasi barbarico, in opposizione con il nuovo secolo e il modernismo dilagante in Italia, attrasse il desiderio di realismo michettiano, che nell'ultimo periodo della vita si avvalse anche della macchina fotografica per catturare meglio i diversi momenti di vita della società abruzzese. E per questo venne anche accusato di copiare, nei dipinti, dalle fotografie che scattava in precedenza delle opere su tela. Dell'archivio fotografico si conserva una collezione ritrovata nel 1966 da Raffaele Delogi, insieme a disegni e pastelli. Lo stesso Michetti insegnò al pittore Wilhelm von Gloeden i primi trucchi della fotografia, quando lo andò a trovare a Francavilla, per avvalersi anch'egli del modello di ragazzo con i costumi folkloristici dell'Abruzzo (si ricorda infatti la foto de Pastori zampognari e della Ragazza di Orsogna)

### Evoluzione stilistica

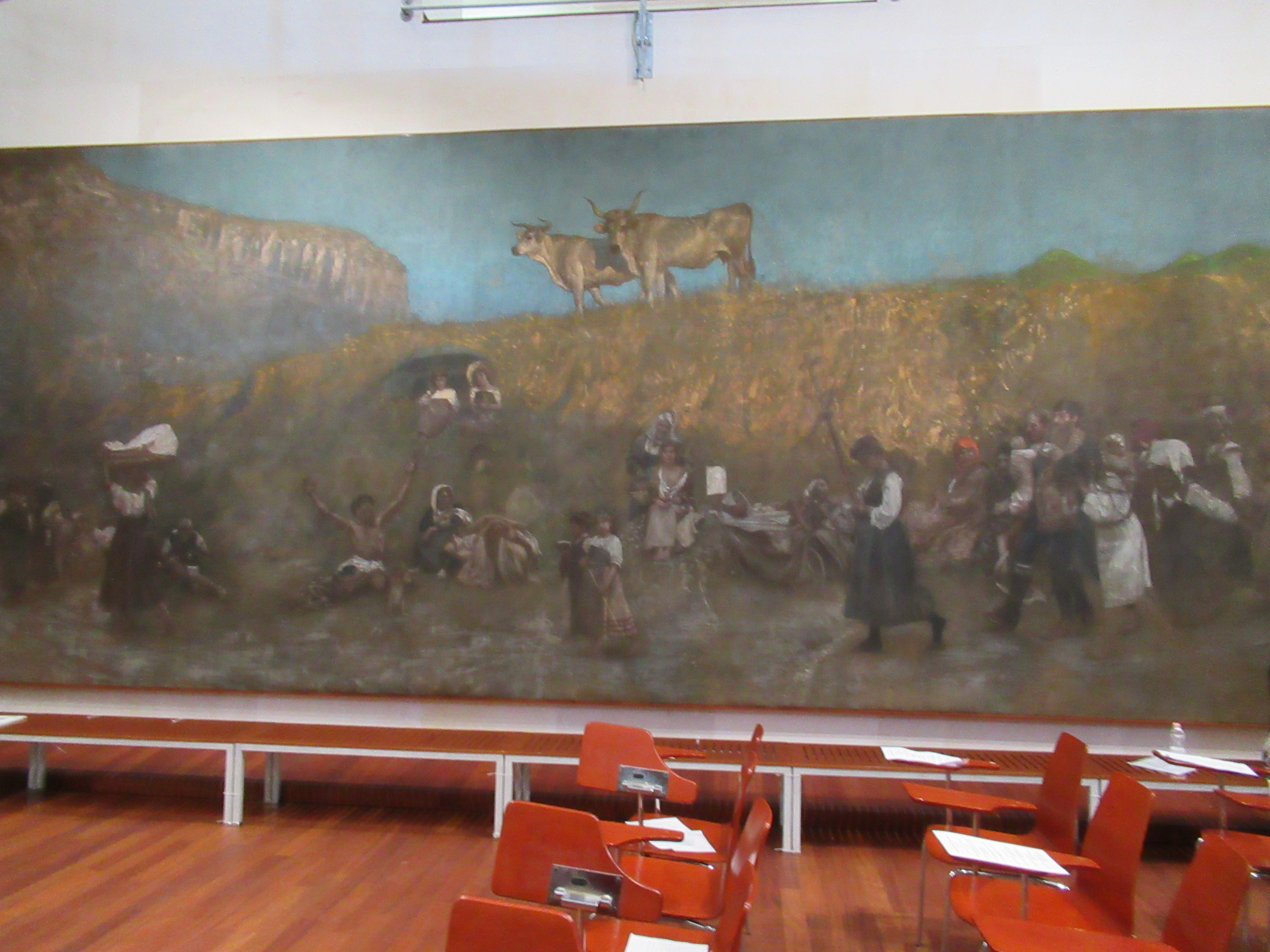
Il pellegrinaggio a Casalbordino - Gli storpi (1900), conservato nel Museo Michetti a Francavilla

Michetti nel 1869 abbandonò temporaneamente l'Accademia napoletana d'Arte per tornare in Abruzzo, dapprima a Chieti e poi a Francavilla, stabilendovisi in maniera definitiva nel 1878. Nel 1871 era andato a Parigi, e grazie al mediatore Giuseppe De Nittis e del collezionista Beniamino Rotondo, riuscì ad avere un contratto con il mercante d'arte Reutlinger, affinché Michetti potesse partecipare ai più grandi saloni d'arte parigini. Nel 1872 Michetti esibì Ritorno dall'erbaggio - Sonno d'innocenza, nel 1875 fu invitato a presentare le sue opere al Salon, dove espose il dipinto Raccolta delle olive in Abruzzo (oggi disperso), e poi in quello del 1876, con La processione del Venerdì Santo - Pastorelle abruzzesi - Matrimonio negli Abruzzi - Bozzetto per la Processione del Corpus Domini; tali opere non passarono inosservate, riscuotendo l'apprezzamento del pubblico, e l'interessamento di A. Goupil, avversario storico di Reutlinger.
A Napoli nel 1874 Michetti conosce Mariano Fortuny, che influenzerà molto lo stile pittorico dell'abruzzese: la tavolozza cromatica è schiarita e alleggerita, sono abbandonati i brani di virtuosismo, si stempera l'aspetto realistico, declinato verso il folkloristico e il pittoresco. Nel 1877 Michetti allestì all'Esposizione nazionale di belle Arti la Processione del Corpus Domini, ottenendo il primo premio per la pittura e 4 000 lire, insieme alla nomina di professore onorario dell'Istituto di Belle Arti di Napoli.
Stabilitosi definitivamente a Francavilla con la famiglia, Michetti conobbe lo scultore teatino Barbella, e il musicista ortonese Tosti, con cui iniziò una salda collaborazione artistica. Pare che proprio Michetti avesse incoraggiato Barbella a cimentarsi nell'uso della terracotta per le sue opere, una delle quali presentata all'Esposizione universale internazionale di Parigi nel 1878. Apprezzando a Parigi le opere di Édouard Manet, Michetti, fu influenzato dall'Impressionismo e dalla ripresa occidentale del paesaggio giapponese con le sue sfumature e il suo vivacismo, che approfondì per la decorazione delle scene folkloristiche e pastorali dei soggetti abruzzesi. Infatti lo stesso Michetti pensò di andare a insegnare all'Accademia di Tokyo nel 1878, ma il re d'Italia Umberto I di Savoia, per il prestigio che aveva Michetti nel Paese, ne evitò la partenza.
Dunque Michetti rimase a Francavilla, costruendo il proprio studio, e nel 1879 conobbe il giovanissimo Gabriele D'Annunzio, divenuto già noto nel Paese con la raccolta Primo vere e che con Canto novo diventerà già un rinnovatore della poesia italiana, entrando nelle grazie di Michetti in maniera definitiva, accedendo alla cerchia del "cenacolo". Michetti lavorò gran parte della sua vita alla pittura su tela, partecipando alle esposizioni nazionali ed internazionali, a Torino nel 1880, alla mostra milanese, riscuotendo sempre successo. Nel 1883 realizzò Il voto, di cui esiste anche la novella dannunziana raccolta ne Le novelle della Pescara (1902), ma già scritta in quel periodo per le testate giornalistiche. Il voto è conservato alla Galleria nazionale d'arte moderna di Roma, tela di 7 metri di lunghezza e 2,50 di altezza, presentata a Roma nell'83 per la Mostra internazionale di belle arti.
Ritraendo una scena dai caratteri molti aspri e selvaggi della processione e la devozione popolare nella chiesa di Miglianico, per il santo Pantaleone, in occasione della mostra del dipinto a Napoli nel 1887 la critica si divise in denigratrice, accusando Michetti di tradire i concetti del verismo (tra i detrattori c'erano Ceccioni, Nino Costa e Camillo Boito), mentre dall'altro fronte la critica elogiava Michetti per aver catturato gli aspetti più realistici del folklore popolare, completando il soggetto con la decorazione fondamentale della natura abruzzese.

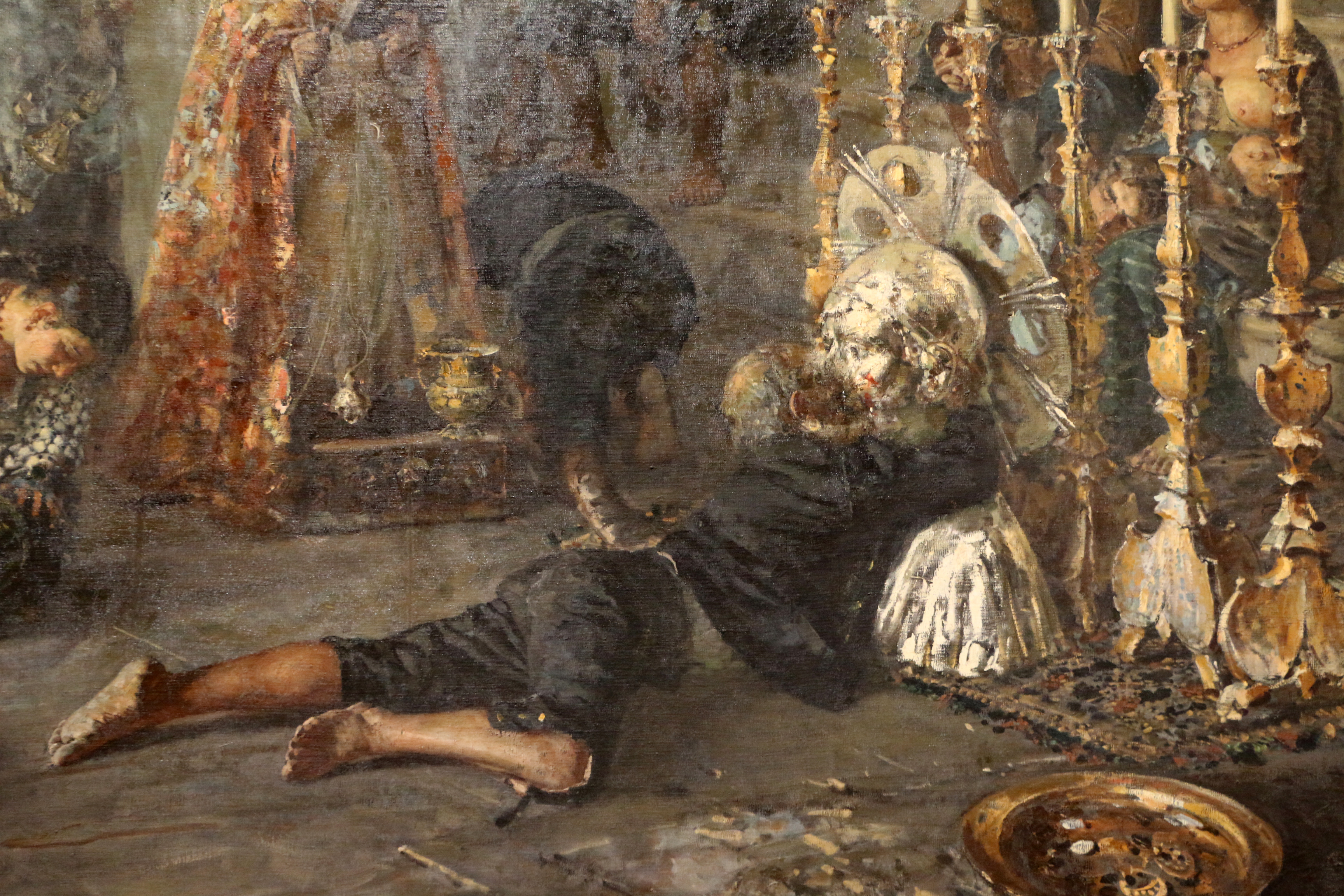
Il voto, particolare del fedele che abbraccia il busto di San Pantaleone

Come è stato dimostrato per mezzo dei ritrovamenti, Michetti alla maniera di alcuni impressionisti francesi, preparava i suoi dipinti dapprima fotografando le scene e i soggetti, processioni, funerali, matrimoni compresi, successivamente realizzava dei bozzetti preparatori e degli schizzi, infine dipingeva il quadro. Michetti considerava la fotografia uno strumento dalle potenzialità artistiche, in quanto forma di espressione visiva autonoma e compiuta, e forse per aver anticipato altri suoi contemporanei, Michetti confidò solo agli intimi l'uso del nuovo mezzo innovativo, poiché appunto venne accusato di copiare dalle fotografie. Nella mostra di Venezia del 1887, Michetti espose 13 opere, acquistate dallo Stato ed esposte nella Galleria nazionale d'arte moderna a Roma.
Seguirono altre partecipazioni ad esposizioni, come a Vienna nel 1888, a Roma nel 1893, a Berlino nel 1891, dove presentò 325 dipinti, a Monaco nel 1894 e Londra nel 1904. Nel 1895 Michetti aveva presentato a Venezia uno dei suoi capolavori: La figlia di Iorio, per cui d'Annunzio scrisse la tragedia omonima. Il dipinto venne concepito in base a un fatto accaduto nel paese natale di Tocco da Casauria, una donna molto bella che si era dispersa, era stata oggetto di scherni dai locali, forse ubriachi. La ragazza, nominata Mila di Codra nella tragedia dannunziana, nel dipinto prese le fattezze di Giuditta Saraceni di Orsogna, come spiegherà in un'intervista durante la vecchiaia. La scena colpì Michetti, che elaborò vari schizzi, e si basò su fotografie di contadine abruzzesi scattate dall'amico Paolo De Cecco, avvalendosi della tempera su tela anziché l'olio, per caratterizzare meglio gli aspetti chiaroscurali. L'opera è conservata nell'aula maggiore del Palazzo della Provincia a Pescara, facente parte della Collezione CariChieti.
Gli ultimi capolavori di Michetti sono Le serpi e Gli storpi, presentati a Parigi nel 1900, e oggi conservati nel Museo Michetti di Francavilla. Ancora una volta il tema è la religione abruzzese d'ispirazione popolare e semi-pagana, come testimonia la ricorrenza di San Domenico a Cocullo, mentre l'altro soggetto del pellegrinaggio di Casalbordino mostra ancora una volta l'estremismo della devozione abruzzese verso i santi. Negli anni seguenti Michetti si avvicinò sempre di più alla fotografia, rappresentato l'immagine nella sua semplicità, senza ulteriori aggiunte di colore o sfumature, cercando di accorciare sempre di più la barriera che separa la resa del pennello sulla tela dall'immagine schietta e autentica della macchina fotografica.

### Opere maggiori

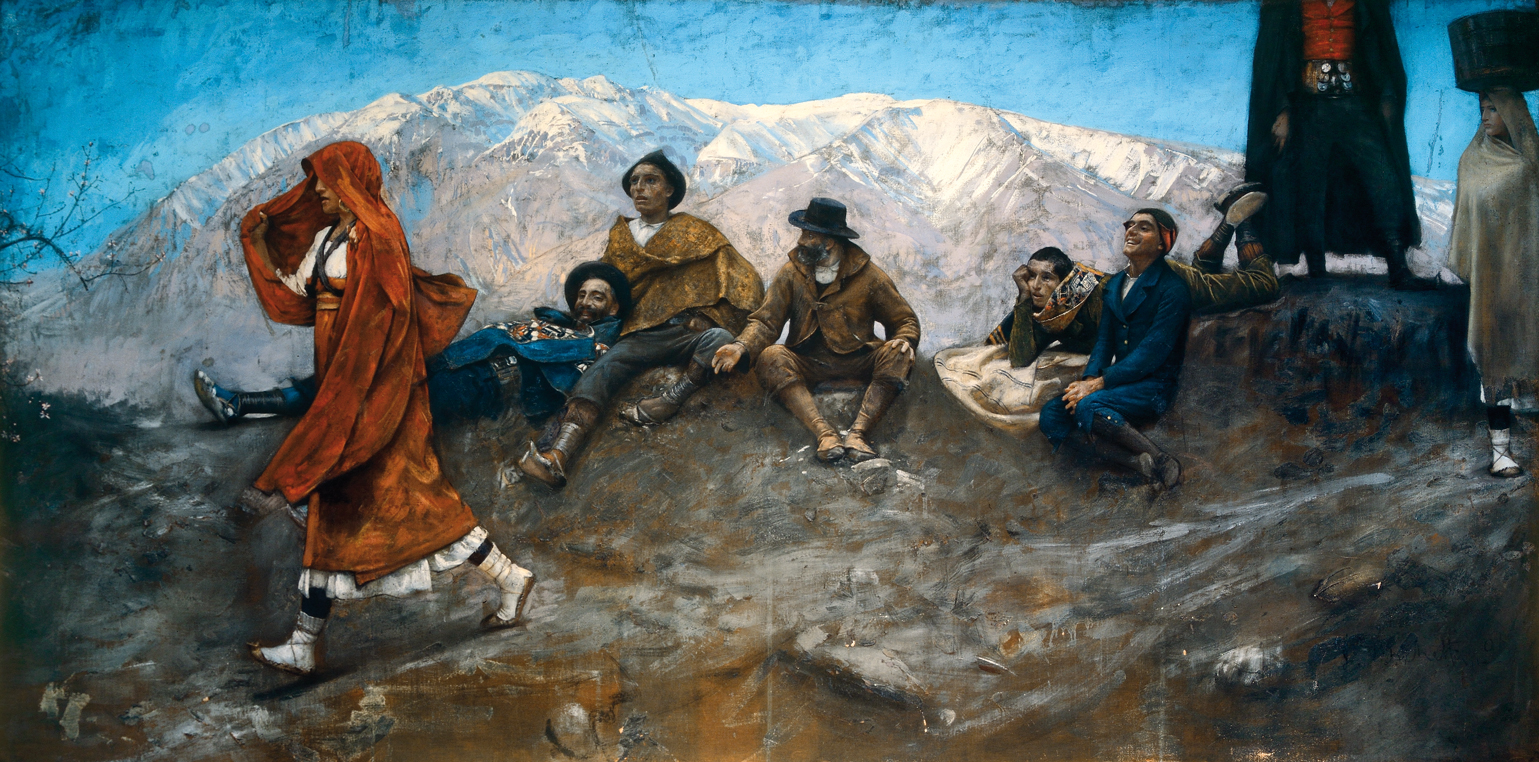
La figlia di Iorio (1895)

- Il voto, 1883, Galleria nazionale d'arte moderna a Roma: rappresenta la processione sacra in onore di San Pantaleone, a Miglianico. Il voto penitenziale per il fedele consisteva nel leccare il pavimento della chiesa sino alla statua del santo, ed è questo il dettaglio rappresentato nel soggetto: la scena è resa con realismo crudo, che va oltre il verismo per la ricercatezza del particolare, e la sovrabbondanza di soggetti ritratti. La rappresentazione del primitivismo d'Abruzzo, quasi barbarico e bestiale, rese a Michetti il suo primo successo, quando venne esposto a Roma nel 1883. Si tratta dell'unica opera michettiana esposta in un Museo di pregio internazionale, rispetto agli altri musei più contenuti, presenti nelle diverse città d'Abruzzo.
- La figlia di Iorio, 1894-5, Collezione CariChieti nel Palazzo della Provincia (Pescara): la storia del dipinto vuole che Michetti e d'Annunzio, presso Tocco, avessero assistito allo sbeffeggiamento da parte di braccianti ubriachi nei confronti di una bella contadina. La scena infatti si risolve nella ragazza a passeggio, mentre si tiene il velo, e dall'altra parte il gruppo di sbeffeggiatori imbruttiti nei volti, sotto la cornice centrale giganteggiante della Maiella innevata. Michetti si concentrò soprattutto sul dipingere fedelmente i costumi tipici dei popolani, il tono dei colori a tempera su tela è molto sobrio. Del dipinto è visibile anche una versione incompiuta del 1894, venduta a Paolo Ingegnoli, amico di Michetti, ed esposta nella sala consiliare della Prefettura di Chieti.

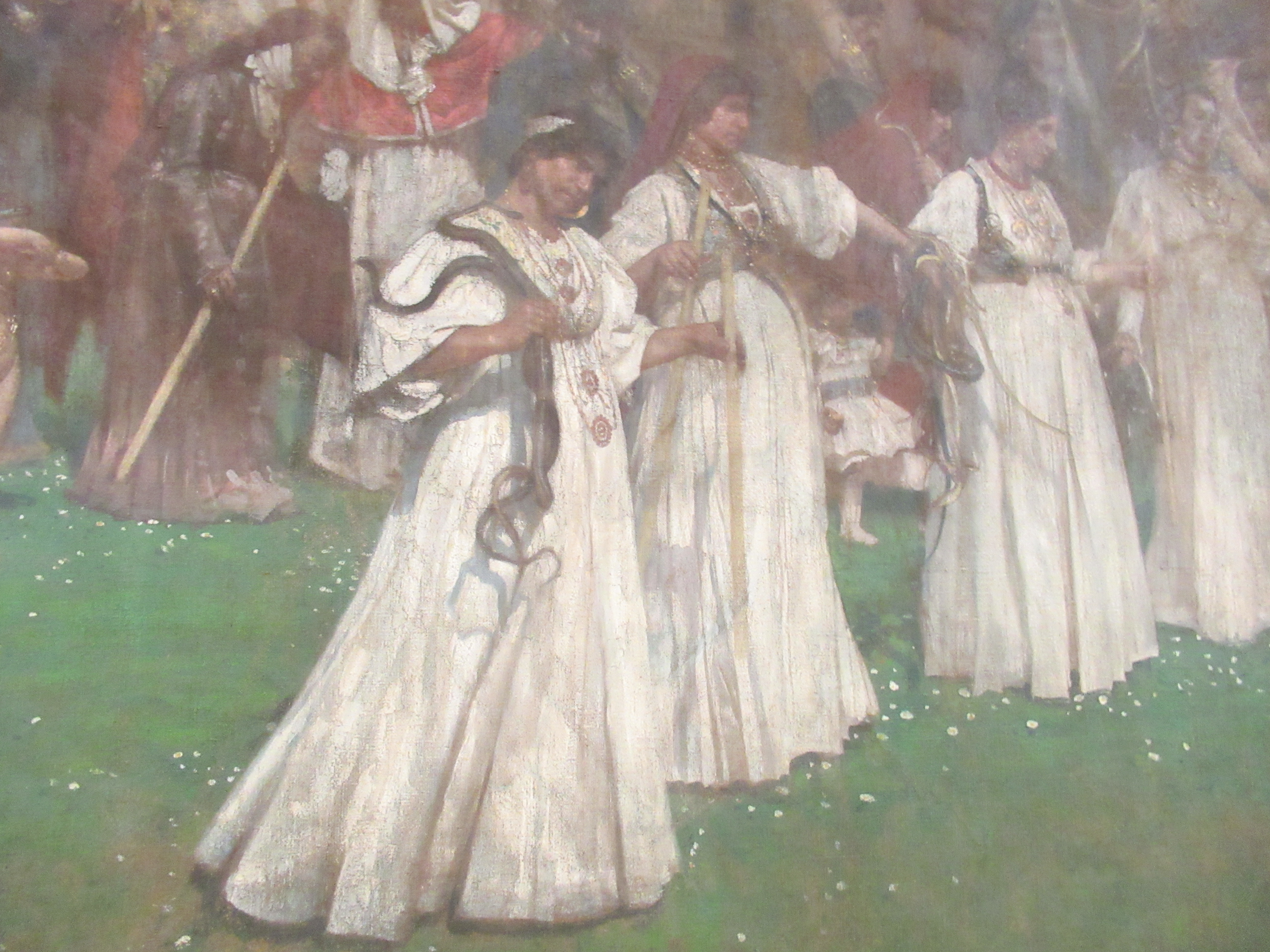
Le serpi, un particolare

- Le serpi (1900), conservato nel Museo Michetti (MuMi) a Francavilla al Mare: il soggetto abruzzese riguarda la processione storica della festa dei serpari di Cocullo. La tela fu presentata all'Esposizione Universale di Parigi ma non fu accolta con successo. Michetti e d'Annunzio si appassionarono alla vicenda semi-pagana dei serpenti di Cocullo, durante la festa patronale di San Domenico, d'Annunzio nella novella La vergine Anna ne fa cenno: si parla sempre di contadini, disperati, religiosi e signorotti, sempre invasi dalla demenza e dalla semi-follia religiosa per la venerazione. Così la scena ritrae il pellegrinaggio con i penitenti aventi dei serpenti attorcigliati tra le braccia, la testa e i colli. Lo sfondo è incerto perché sfumato volutamente, i penitenti camminano su un prato, e sul retro si trovano le mura del santuario di Cocullo, sulla destra si trova il baldacchino con l'altare per la messa, e il parroco con la sua coorte riunita, mentre verso sinistra un sacerdote con un Crocifisso guida il pellegrinaggio, in posizione centrale sono in rilievo tre donne, due delle quali hanno i serpenti attorcigliati attorno alle vesti bianche, mentre dietro di loro è tratteggiata con toni macabri la carovana dei penitenti di qualunque casta e condizione sociale.

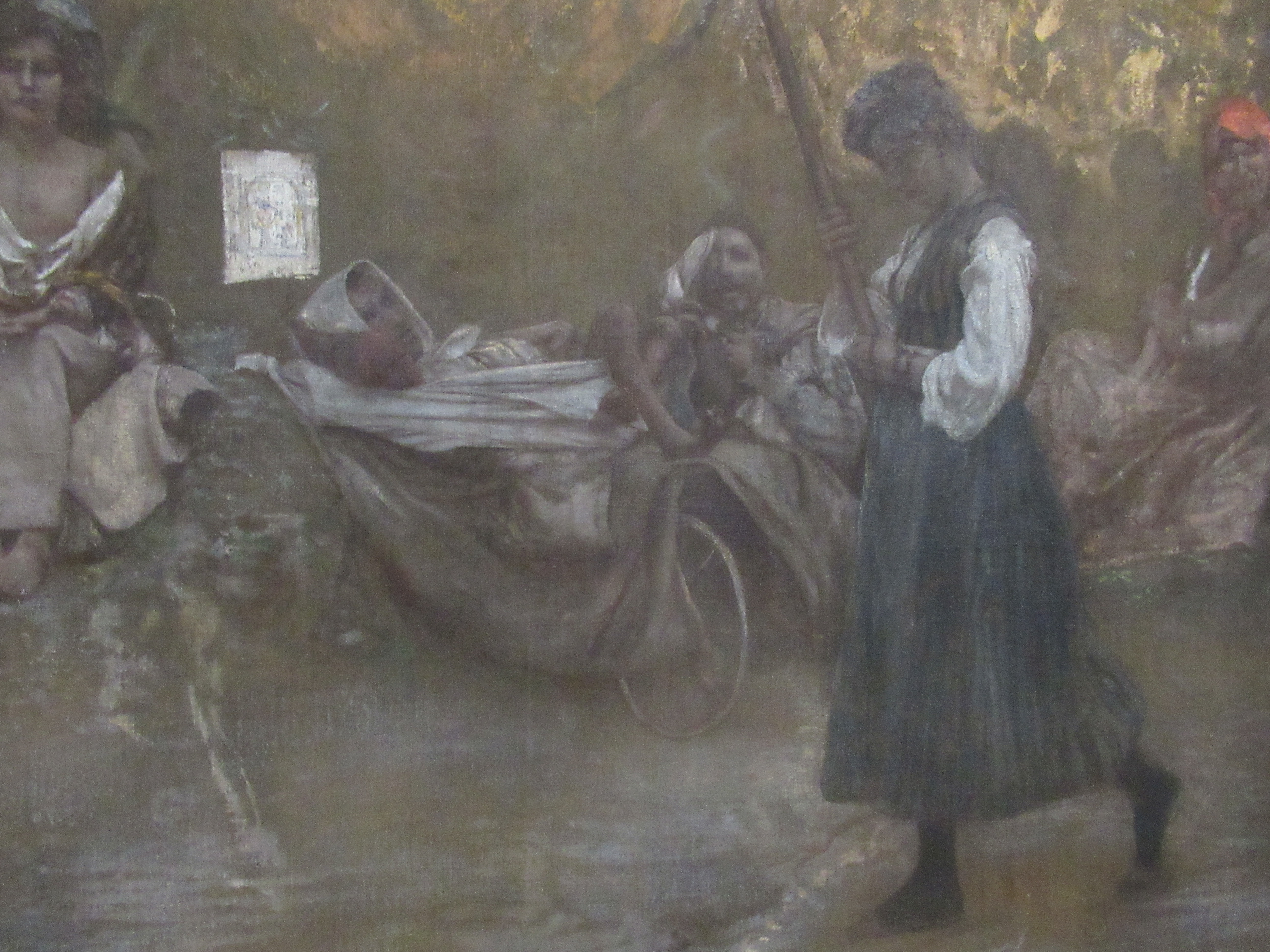
Gli storpi o "Pellegrinaggio a Casalbordino', 1900, un particolare

- Gli storpi (1900), conservato nel Museo Michetti: rappresenta il pellegrinaggio di un gruppo di infermi e malconci verso il santuario di Casalbordino. La scena nel 1889 circa fu ripresa anche da d'Annunzio, che assistette davvero un episodio del genere, descrivendo il tutto minuziosamente in una lettera all'amante Barbara Leoni, con cui passò un breve periodo nel cosiddetto "eremo dannunziano" a San Vito Chietino. Tale tema verrà ripreso anche nel romanzo Il trionfo della morte (1894). La leggenda, riportata da d'Annunzio in un passo del romanzo, vuole che il 10 giugno 1576 un uragano infuriò sulla contea di Casalbordino, distruggendo i raccolti e i campi. Il contadino Alessandro Muzio mentre camminava tra la distruzione, recitava il Rosario e venne investito di una luce divina, e gli apparve la Vergine, dichiarandogli che avrebbe trovato il suo campo intatto. Così Alessandro edificò una cappella votiva, che poi divenne un santuario. Tuttavia Michetti insieme a d'Annunzio, prediligono il tema tragico e macabro, ritraendo la disperazione e l'affanno dei fanatici nel tentativo di ricevere una grazia, o un breve sollievo dai relativi mali.
- I morticini, 1880, nella Casa natale di Gabriele d'Annunzio a Pescara: probabilmente il soggetto deve essere stato ispirato a un fatto veramente accaduto, come descrive lo stesso d'Annunzio in un passo del Trionfo della morte, riguardo ad una processione di bambini. Il soggetto, stavolta senza toni cupi e oscuri, ma anzi in un paesaggio assolato e celestiale, quasi a voler ricordare il Paradiso, rappresenta la processione, con il feretro dei due bambini morti di malattia, e il sacerdote con la coorte, e i parenti addolorati, che si avviano verso il campo santo.

## Opere pittoriche

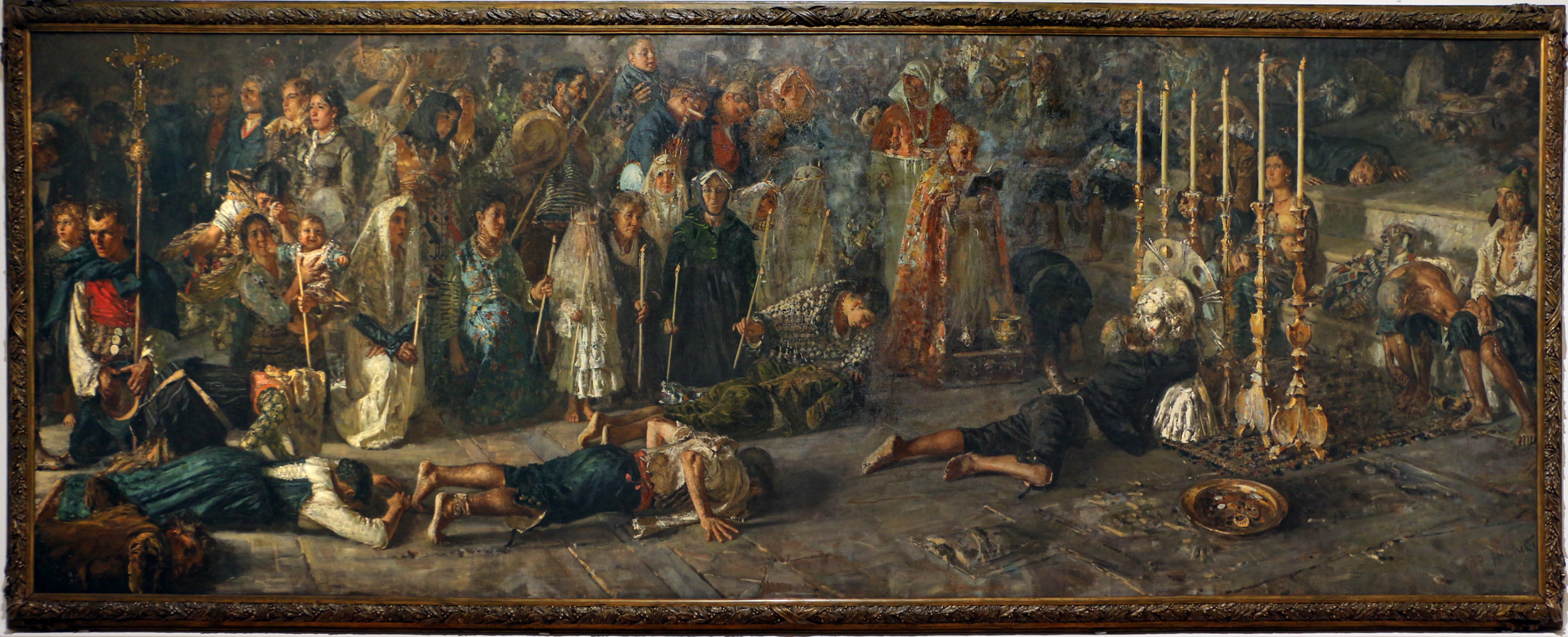
"Il voto" (1883). La chiesa madre Miglianico (Chieti) gremita di fedeli durante la festa di San Pantaleone

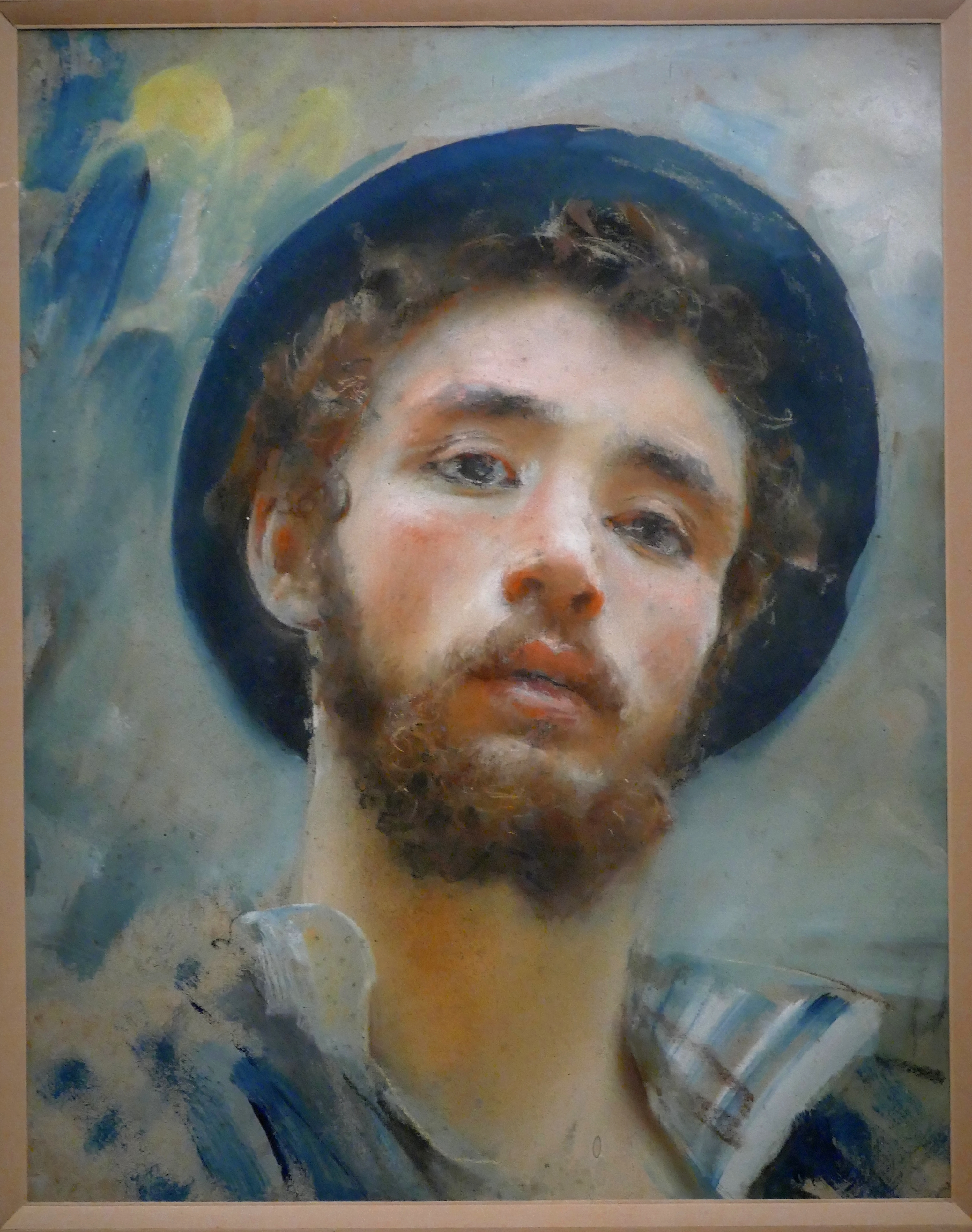
Auroritratto giovanile, 1877

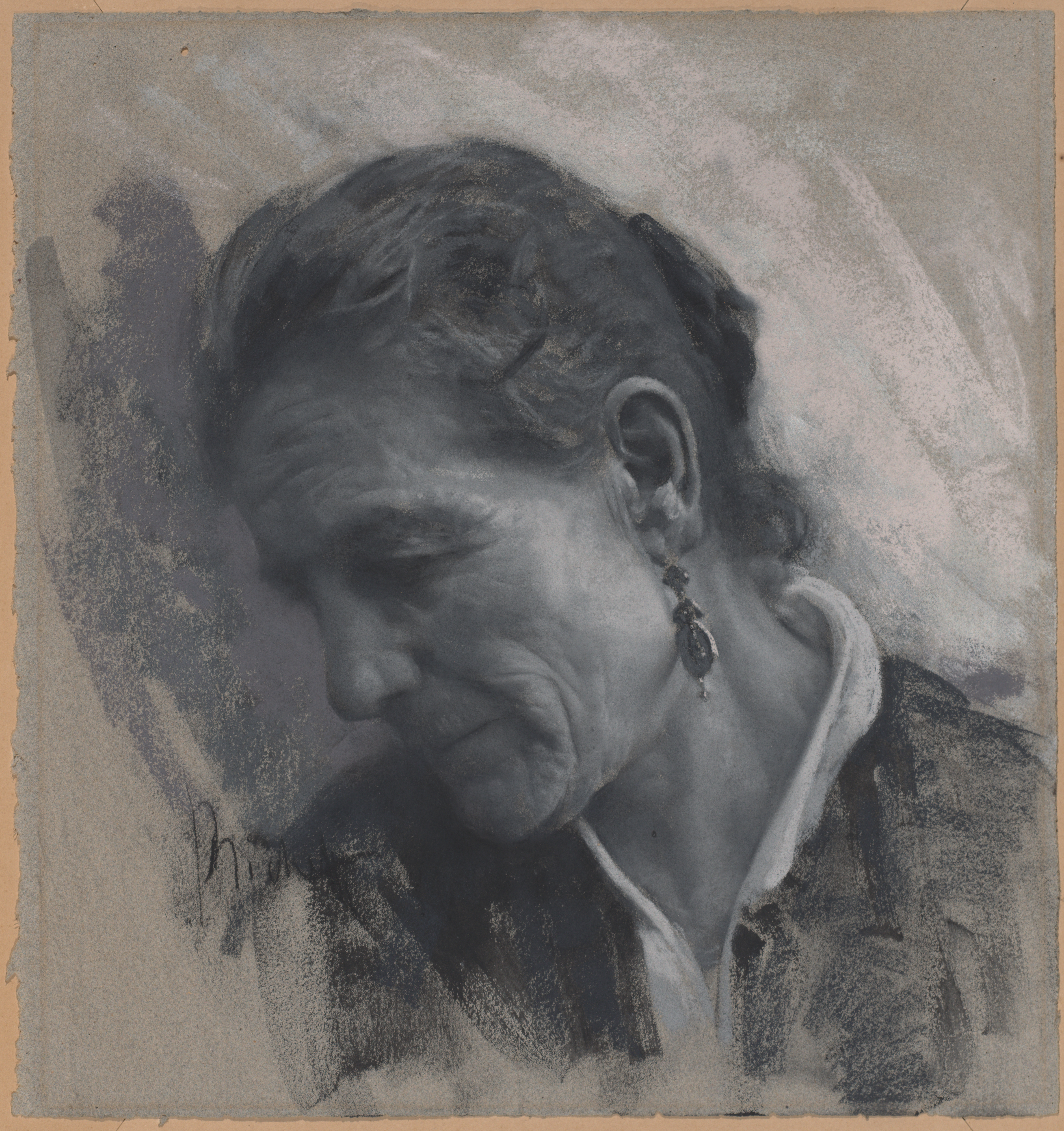
Ritratto della suocera Luisa Carmignani, 1881

- Raccolta delle zucche (1873), Collezione privata, Francia
- Raccolta delle olive (1873), Collezione Chene du Vére, Parigi
- La nidiata (1873), Fondo Zeri, Milano
- Pastorello abruzzese con cappello rosso (1874?), Collezione privata
- Ritorno dai campi con scena di Francavilla (1875), Galleria Maspes, Milano
- Due pastorelle con pecore (1875, secondo altri 1880)
- Veduta dell'abbazia di San Clemente a Casauria (1875) incisione, riutilizzata da Basilio Cascella nel 1927 per l'Illustrazione abruzzese, Pescara
- Raccolta delle olive (1876), Collezione provata Fernand du Chére
- Pastorella con agnello (1876) ca., vendita all'asta pubblica, collezione privata
- Il Corpus Domini di Chieti (1877 - già proprietà del kaiser Guglielmo II), collezione privata
- Guardiana di polli (1877), Collezione privata, Napoli
- Veduta di Francavilla dalla spiaggia (1877), acquerello per "L'illustrazione Italiana"
- Vedute in perpendicolare del tempietto del Tricalle (Chieti), Chieti dalla valle, la valle del Pescara (1877), per L'illustrazione Italiana
- Mamma o Mammina (1877), Galleria d'arte moderna di Piacenza
- Autoritratto con cappello (1877), Museo casa natale D'Annunzio, Pescara
- Pastorello con cappello (1878 ca.), Pinacoteca Corrado Giaquino, Bari
- Pastorella a spasso con pecore (1878 ca.), Collezione Farsetti Arte, Milano, all'asta
- Ragazza con pecora (1879), Museo di Capodimonte, Napoli
- La pastorella (1879), Pinacoteca Malaspina, Pavia[4]
- Ritratto di ragazza mora (1880 ca.), Collezione privata
- Studio di ritratto di ragazza araba (1880), Collezione privata
- Pastorelli abruzzesi (ragazzo e ragazza con pecore) (1880)ca., Museo civico Revoltella, Trieste
- Pastorelle lungo il mare (1880), MUNDA, L'Aquila
- Funerale di due bambini o I morticelli (1880), MUNDA, L'Aquila
- Impressione sull'Adriatico (1880), Galleria civica d'arte moderna, Milano
- Ritratto della suocera Luisa Carmignani (1881), Collezione National Gallery of Art, Londra
- Il voto a San Pantaleone con processione a Miglianico (1883); Galleria nazionale d'arte moderna, Roma
- Il ritorno al pascolo e sfondo di Francavilla (1887), Galleria Recta, Roma
- Pastorella con uva in mano (1887), Galleria nazionale d'arte modena, Roma

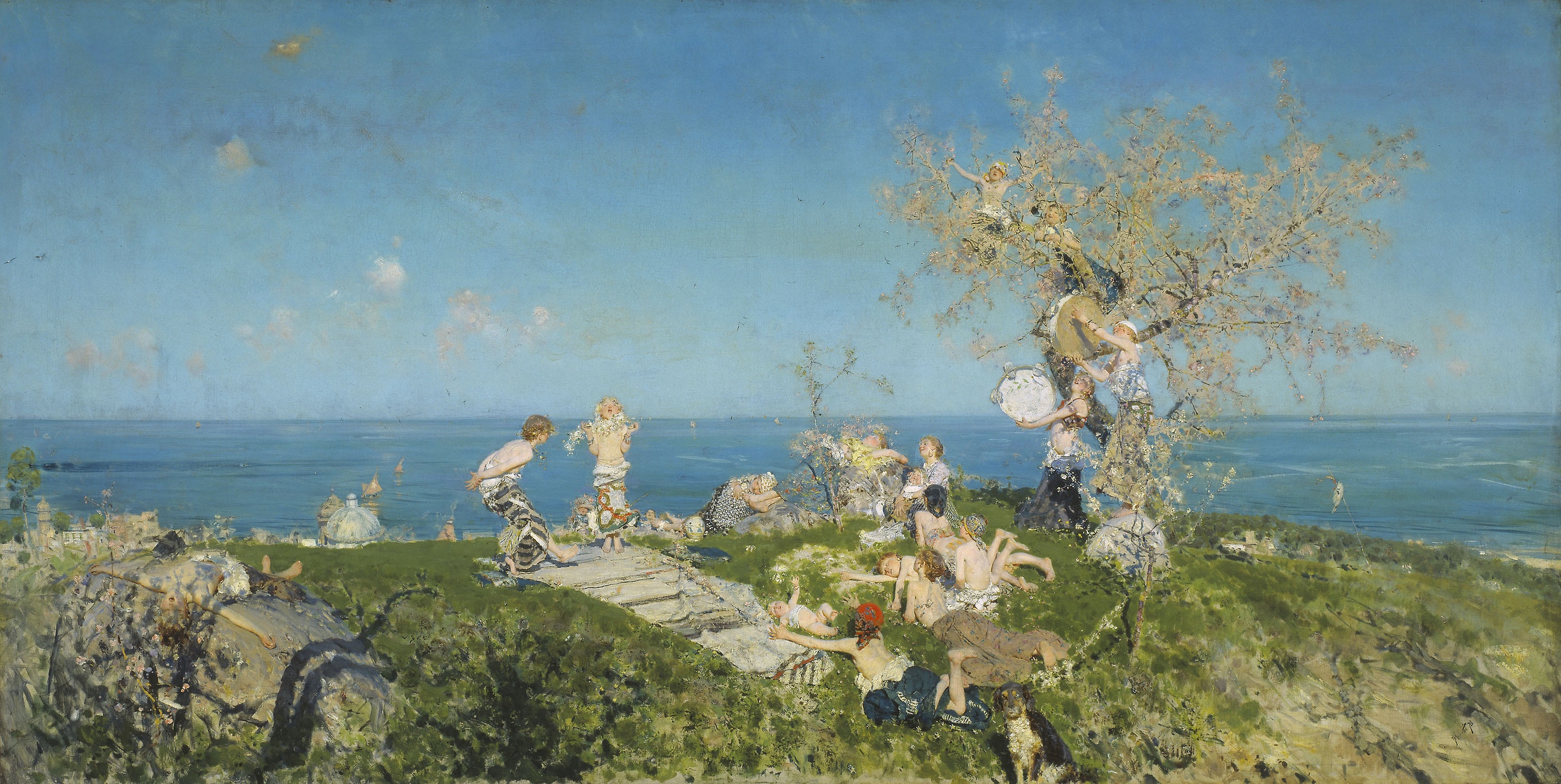
Primavera e amore, 1901

- Ritorno all'ovile o Ragazza abruzzese con pecore (1888), Collezione privata
- Ritorno di ragazze  dal fiume Paterno (1888), Collezione CariChirti, Palazzo de Mayo, Chieti
- Annunziata Michetti con il figlio Giorgio al mare e la tata (1890), Collezione privata
- Studio di testa di ragazza (1890 ca.), pastello su cartonino, Raccolta Allievi, Milano
- Schizzo di chiesa (1890), matita su cartoncino Collezione privata
- La figlia di Iorio (1895), nota all'inizio come Scena agreste (prima versione conservata nella Galleria del Palazzo della Provincia di Chieti; seconda versione conservata nel Palazzo della Provincia di Pescara) - allegato in privato a varie fotografie scattate da Michetti a Orsogna (CH) al paese e alla ragazza Giuditta Saraceni che ispirò il quadro
- Ritratto di Gabriele d'Annunzio nello studio (1895), Museo d'arte "Costantino Barbella", Chieti
- Il Venerdì Santo a Chieti (1895), Museo di Capodimonte, Napoli
- Incontro a Francavilla, anche "Una portatrice di canestro incontra una pastorella" (1898, secondo altri 1888), Collezione privata
- Pastorella (1900)
- Le serpi (1900), Museo Michetti, Francavilla al Mare
- Pellegrinaggio a Casalbordino (gli storpi) (1900), Museo Michetti, Francavilla
- Primavera e amore (1901), Art Institute di Chicago
- Donna sulla battigia (1910), tempera su tela,
- Paesaggio abruzzese o Ritorno all'ovile (1910), Collezione dell'Istituto Bancario Italiano, Milano
- Ritratto di popolana (1915), pastello su cartoncino, Collezione privata

## L'archivio fotografico
Le fotografie scattate da Francesco Paolo Michetti sono conservate in parte presso l'Istituto Centrale per il catalogo e la Documentazione di Roma e in parte presso la Fondazione Alinari di Firenze. Tra le varie opere fotografie si ricordano:
- Gabriele d'Annunzio sulla riva di Francavilla (1883)
- Nudo di Gabriele d'Annunzio (1883)
- Nudo di mare (1892)
- Autoritratto col figlio Giorgio (1892)
- Due bagnanti (1895)
- Michetti dipinge d'Annunzio nello studio (1895)
- Pellegrini vacresi al convento di Sant'Antonio di Francavilla (fine '800)
- Studio sottobosco (1900)
- Andando alla messa (1910)
- Barche alla foce del Pescara (1910)

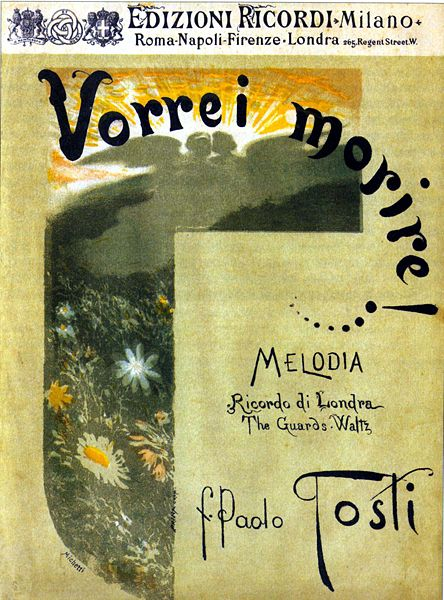
Copertina di spartito musicale disegnata da Michetti per Tosti

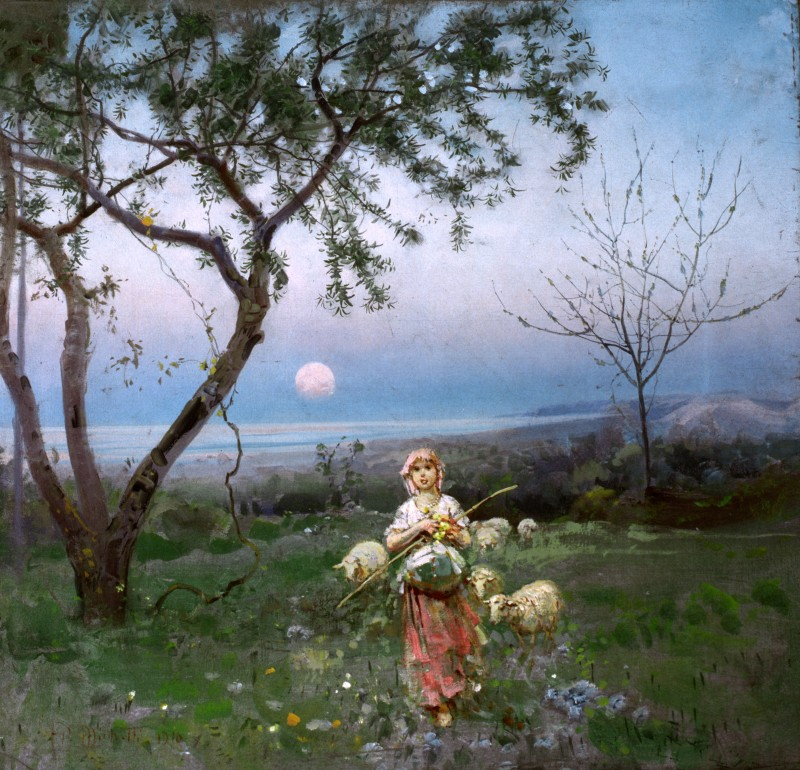
Paesaggio abruzzese, o Ritorno all'ovile (1910)

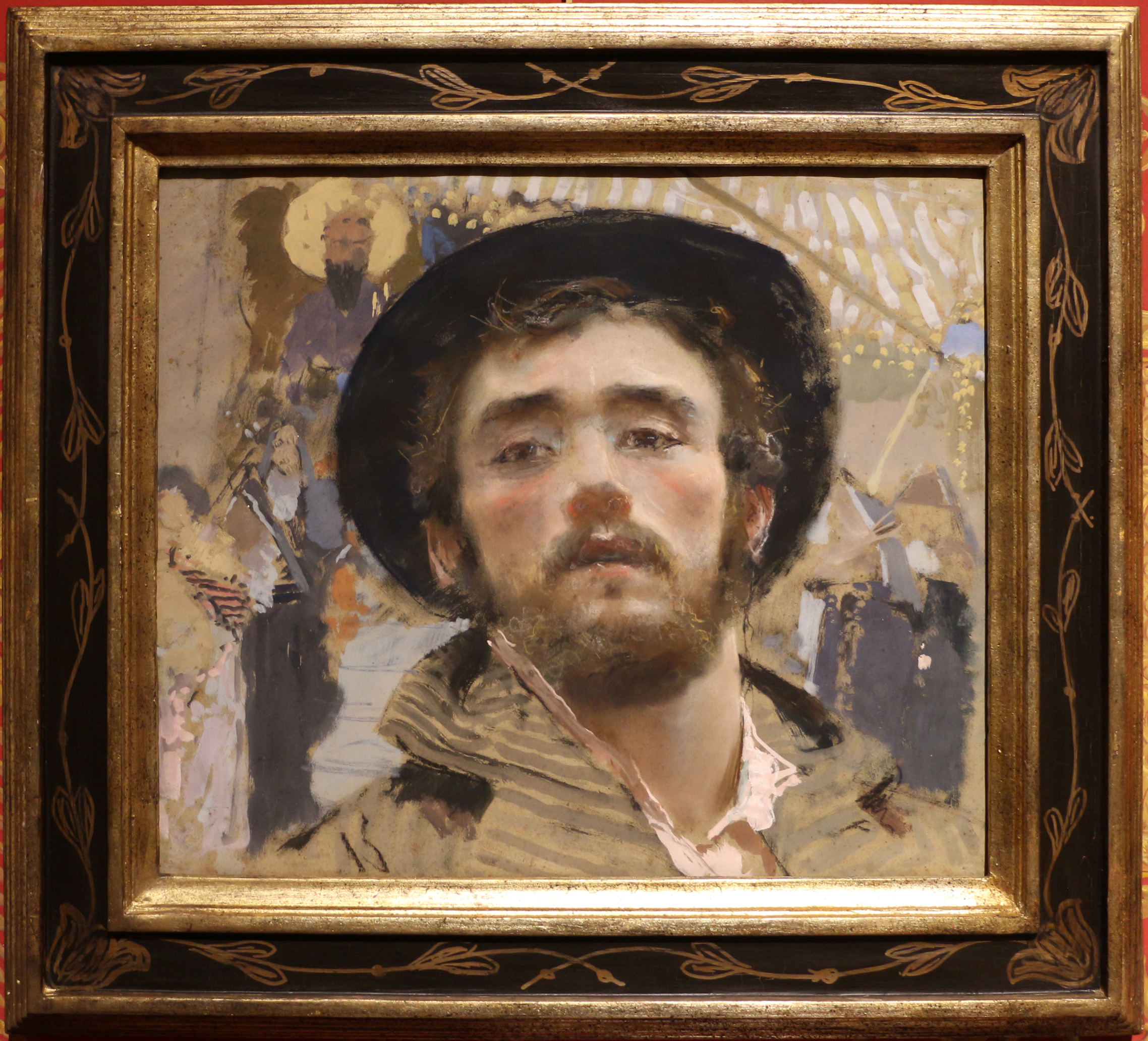
Autoritratto del 1877

## Luoghi michettiani

### Il Convento Michetti, sede del Cenacolo Michettiano (Francavilla al Mare)

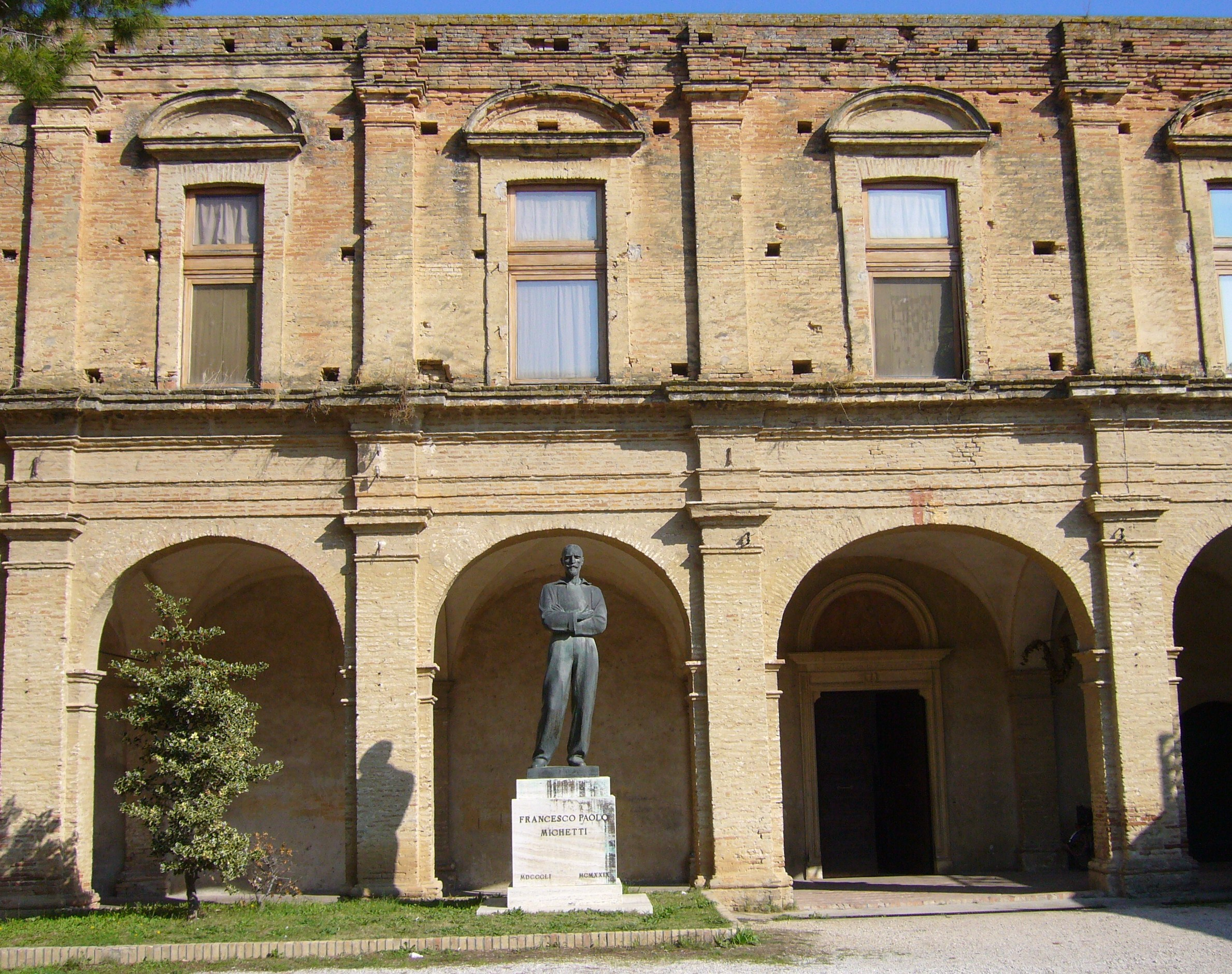
Ingresso al convento di Francavilla al Mare, e statua dedicata a Michetti, opera di Nicola D'Antino

Il convento di Francavilla al Mare intitolato a Sant'Antonio, è proprietà privata e si trova sopra un colle orizzontale che sovrasta la zona a mare del centro. Esso tuttavia viene aperto in estate per la rassegna culturale di agosto A cena con gli artisti, che mette in mostra varie opere di Basilio Cascella, Edoardo Scarfoglio e Gabriele D'Annunzio. Il convento inoltre contiene molte opere e inediti di Michetti.
La struttura è usata sia come museo che come edificio di culto. Venne acquistato da Michetti per farne un "cenacolo" con gli artisti più illustri abruzzesi; essendo il convento in decadenza, dopo la soppressione nel 1806 di Murat. Il convento oggi è uno dei pochi elementi storici di Francavilla, risalente al XVIII secolo, con una facciata palaziale senza ornamenti religiosi, tranne il portico della base. L'interno è a navata unica con volte a crociera stuccate in maniera barocca.
Michetti alla fine dell'800 fece realizzare, sempre a Francavilla, uno studio personale,da lui stesso progettato, in tufo. Nello studio realizzava i dipinti e stampava le fotografie, e vi si intratteneva con gli amici D'Annunzio e Tosti Lo studio presso la Marina di Francavilla andò distrutto nel 1944 durante la guerra e al suo posto vi sorge la scuola elementare "F.P. Michetti".

### Casa Michetti (Tocco da Casauria)
Nel centro di Tocco da Casauria (PE) nacque Michetti, ed oggi nella via Municipio, a confluenza con il vico Michetti, resiste ancora la casa natale, trasformata in museo. La casa è sobria, in rosso scarlatto, con due ordini di finestre, essendo divisa in due piani da cornicione. Il portale è rivestito in pietra bianca.

## Francesco Paolo Michetti nei musei

### Abruzzo

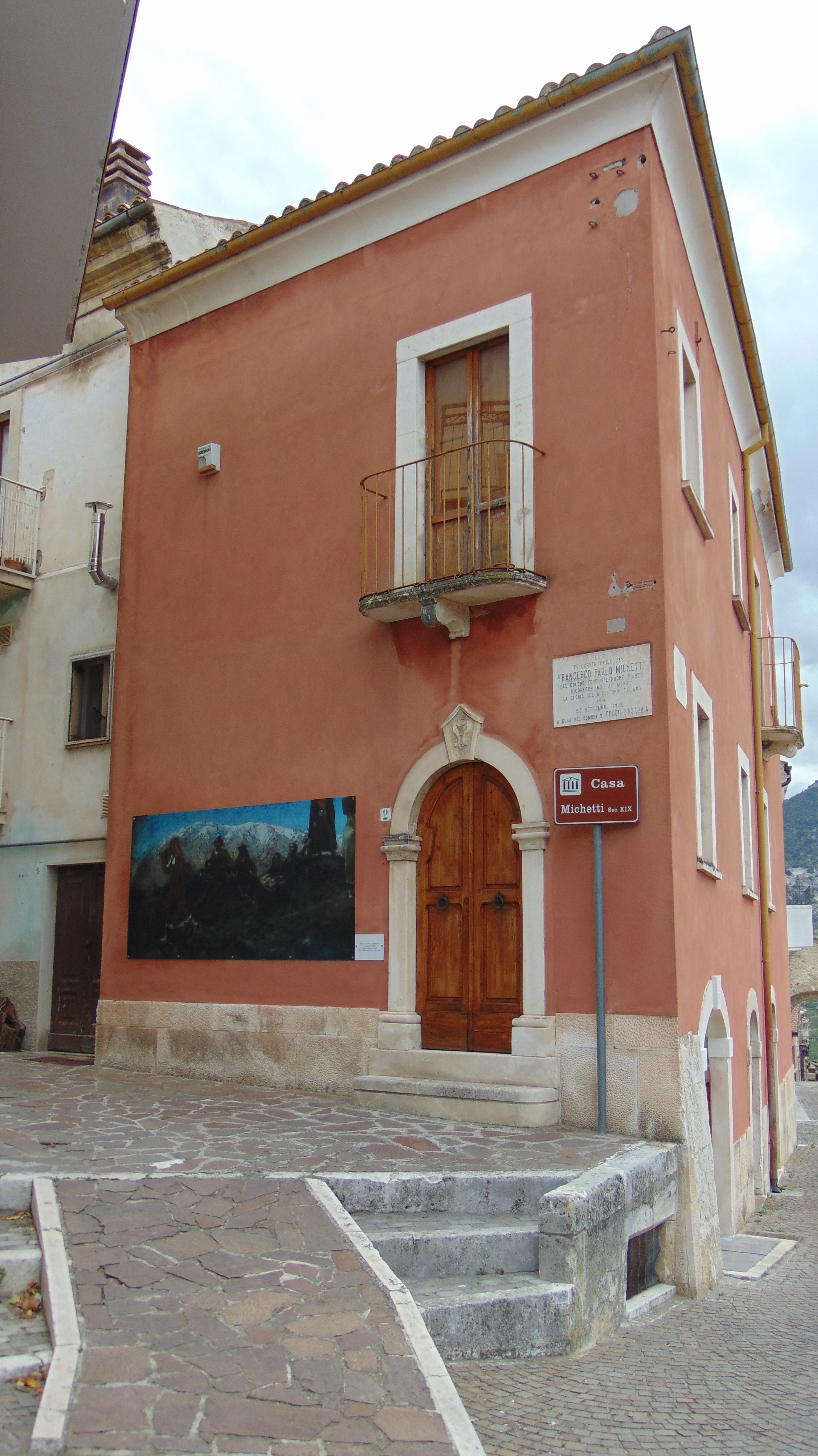
Casa natale di Francesco Paolo Michetti a Tocco da Casauria

- Casa natale di Francesco Paolo Michetti a Tocco da CasauriaCasa natale di Francesco Paolo Michetti di Tocco da Casauria (PE)
- Museo casa natale Gabriele D'Annunzio di Pescara
- Museo d'Arte "Costantino Barbella" di Chieti
- Museo Palazzo de' Mayo di Chieti
- Pinacoteca civica Vincenzo Bindi, temporaneamente presso Museo d'arte dello Splendore a Giulianova (TE)
- Museo Michetti di Francavilla al Mare (CH)
- Museo nazionale d'Abruzzo dell'Aquila

### Campania
- Museo nazionale di Capodimonte di Napoli
- Museo nazionale di San Martino di Napoli
- Museo Principe Diego Aragona Pignatelli Cortés di Napoli
- Palazzo Zevallos di Napoli

### Emilia-Romagna
- Galleria d'arte moderna Ricci Oddi di Piacenza

### Lazio
- Galleria nazionale d'arte moderna e contemporanea di Roma

### Marche
- Musei Civici di Pesaro

### Toscana
- Museo Casa Natale di Michelangelo Buonarroti di Caprese Michelangelo (AR)
- Museo nazionale Alinari della fotografia di Firenze

### Veneto
- Galleria d'Arte Moderna Rizzarda di Feltre (BL)
- Museo d'Arte Contemporanea Dino Formaggio di Teolo (PD)

## Michetti nel cinema
Il suo personaggio viene interpretato da Bruno Persa nel film Torna caro ideal (1939) per la regia di Guido Brignone.

## Bibliografia

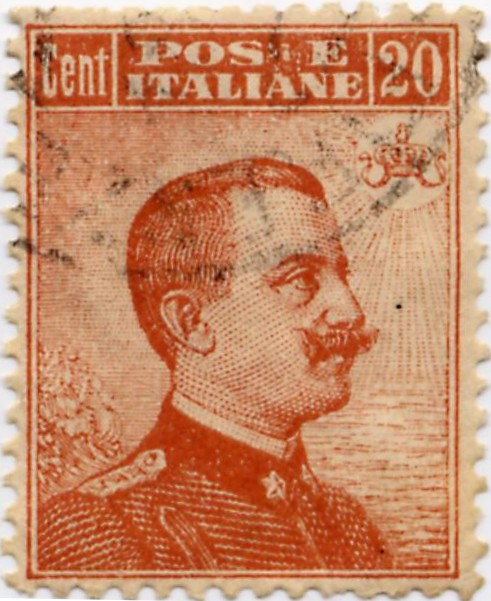
Michetti eseguì anche dei disegni per emissioni filateliche